# Claude Desbons
Pour les articles homonymes, voir Desbons.
Claude Desbons, né le 7 octobre 1938 à Loussous-Débat (Gers) et mort le 24 septembre 2001, est un homme politique français.

## Biographie
Adjoint au maire d'Auch (1977-1995), conseiller général d'Auch sud-est (1987-1997), maire d'Auch (1995-2001) et député (1997-2001), groupe socialiste. Il est victime d'un accident vasculaire le 23 décembre 2000 qui le plonge dans le coma.

## Détail des fonctions et des mandats
Mandat parlementaire
- 1er juin 1997 - 24 septembre 2001 : Député de la 1re circonscription du Gers